# Holmelgonia annulata
Holmelgonia annulata là một loài nhện trong họ Linyphiidae.
Loài này thuộc chi Holmelgonia. Holmelgonia annulata được miêu tả năm 1986 bởi Rudy Jocqué & Scharff.